# Cantone di Mérignac-1
Il Cantone di Mérignac-1 è una divisione amministrativa dell'Arrondissement di Bordeaux.
A seguito della riforma approvata con decreto del 20 febbraio 2014, che ha avuto attuazione dopo le elezioni dipartimentali del 2015, è stato ridefinito.

## Composizione
Fino al 2014 comprendeva solo parte della città di Mérignac.
Dal 2015 comprende parte del territorio comunale della città di Mérignac e il comune di Le Haillan.